# Edmund Charles Wolf Myers
Pour les articles homonymes, voir Wolf et Myers.
Edmund « Eddie » Charles Wolf Myers (1906 - 1997) était un général de brigade britannique.

## Biographie
Il étudie à Gonville and Caius College de l’université de Cambridge puis à l’Académie militaire royale de Woolwich. Il est nommé sous-lieutenant du Royal Engineers (Génie militaire) de l'armée de terre britannique) le 30 août 1926.
Lieutenant, il sert en Palestine pendant les troubles d’avril à octobre 1936, il reçoit une citation (Mentioned in Despatch) le 23 juillet 1937. Nommé capitaine le 30 août 1937.
En 1939, il est envoyé en Libye durant la guerre du désert avec la 7e division blindée avant de rejoindre le Special Operations Executive en 1942.
Avec le grade de général de brigade à titre temporaire, il commande la Mission militaire britannique d'assistance à la résistance grecque de juillet 1942 à septembre 1943. Il y conduit notamment l'opération de démolition du viaduc de Gorgopotamos en novembre 1942, ce qui lui vaut le Distinguished Service Order (DSO) le 22 avril 1943. Au même moment, il avertit Londres qu'un retour du roi Georges II de Grèce sans un plébiscite provoquerait une guerre civile grecque. Le Foreign Office et le Premier ministre ignorent cette mise en garde et suspendent au milieu de l'année 1943 l'aide militaire aux mouvements de résistance communistes.
Il détruit aussi le viaduc d'Asopos (opération Washing) près de la ville de Lamía le 18 juin 1943. Il est alors nommé général de brigade à titre temporaire cette même année. Il se marie avec Louisa Mary Hay Sweet-Escott le 12 octobre 1943  (elle décédera en 1995).
Il est nommé commandeur de l'ordre de l'Empire britannique (CBE) le 6 janvier 1944.
Il sert ensuite sur le front européen en 1944, où il est du génie militaire dans l'état-major de la 1re division aéroportée durant l'opération Market Garden à Arnhem en septembre. Il recevra la décoration de Lion de bronze des Pays-Bas en 1947 et de la croix de liberté du roi Haakon VII de Norvège en 1949.
Il est lieutenant-colonel en 1946 puis colonel le 12 décembre 1949.
Il combat durant la guerre de Corée de 1951 à 1952 dans la première division du Commonwealth, où il est cité le 10 octobre 1952 et décoré de la Légion du Mérite américaine en 1953.
Général de brigade le 7 février 1955, il est commandant en chef du Génie en Égypte en 1955-1956. Il prend sa retraite de l’armée d’active en 1959 puis de la réserve en 1964.

## Notoriété
Edmund Myers est mentionné dans MI6: Inside the Covert World of Her Majesty's Secret Intelligence Service (2000) de Stephen Dorril, Albanian Assignment (1984) et Irregular Regular (1994) du colonel David Smiley (traduction publiée en 2008 sous le titre Au cœur de l'action clandestine. Des commandos au MI6 chez L'Esprit du Livre Éditions) 
On le retrouve aussi sous son vrai nom, dans le roman La Mandoline du capitaine Corelli (2001) de l'écrivain britannique Louis de Bernières. Ce livre inspirera le réalisateur John Madden pour son film : Capitaine Corelli (Captain Corelli's Mandolin) (2001) avec Nicolas Cage et Penélope Cruz.

## Œuvre
- Greek entanglement, 1re édition R. Hart-Davis, 1955